# Koki
Koki je maleni gradić na otoku Anjouan na Komorima. To je 26. grad po veličini na Komrima i 19. na Anjouanu.